# Temporada da CART World Series de 1999
A Temporada da CART World Series de 1999 foi a vigésima-primeira temporada da história da categoria. Teve como vencedor o colombiano Juan Pablo Montoya, da Chip Ganassi, que terminou empatado em pontos com Dario Franchitti (Team KOOL Green), mas ficou à frente nos critérios de desempate (7 vitórias, contra 3 do britânico). Montoya levou também o prêmio de melhor estreante do campeonato.
Esta temporada também foi marcada pelas mortes do uruguaio Gonzalo Rodríguez durante o treino classificatório para o GP de Laguna Seca e do canadense Greg Moore na etapa de Fontana.

## Equipes e pilotos
| Equipe                      | Chassis      | Motor    | Pneu | No. | Piloto               | Corridas             | Patrocinador principal |
| --------------------------- | ------------ | -------- | ---- | --- | -------------------- | -------------------- | ---------------------- |
| Marlboro Team Penske        | Penske PC27B | Mercedes | G    | 2   | Al Unser, Jr.        | 1, 4-5, 12, 18-20    | Marlboro               |
| Marlboro Team Penske        | Penske PC27B | Mercedes | G    | 2   | Tarso Marques        | 2-3                  | Marlboro               |
| Marlboro Team Penske        | Penske PC27B | Mercedes | G    | 3   | Tarso Marques        | 5-6, 8               | Marlboro               |
| Marlboro Team Penske        | Penske PC27B | Mercedes | G    | 3   | Alex Barron          | 12, 20               | Marlboro               |
| Marlboro Team Penske        | Lola B99/00  | Mercedes | G    | 2   | Al Unser, Jr.        | 6-11, 13-17          | Marlboro               |
| Marlboro Team Penske        | Lola B99/00  | Mercedes | G    | 3   | Tarso Marques        | 9                    | Marlboro               |
| Marlboro Team Penske        | Lola B99/00  | Mercedes | G    | 3   | Gonzalo Rodríguez    | 13, 17               | Marlboro               |
| Target Chip Ganassi Racing  | Reynard 99i  | Honda    | F    | 4   | Juan Pablo Montoya   | Todas                | Target                 |
| Target Chip Ganassi Racing  | Reynard 99i  | Honda    | F    | 12  | Jimmy Vasser         | Todas                | Target                 |
| Walker Racing               | Reynard 99i  | Honda    | G    | 5   | Gil de Ferran        | Todas                | Valvoline              |
| Walker Racing               | Reynard 99i  | Honda    | G    | 15  | Naoki Hattori        | 1, 13-14, 16-20      | Alpine                 |
| Walker Racing               | Reynard 99i  | Honda    | G    | 15  | Memo Gidley          | 8-11                 | Alpine                 |
| Newman/Haas Racing          | Swift 010.c  | Ford XD  | F    | 6   | Michael Andretti     | Todas                | Texaco-Havoline        |
| Newman/Haas Racing          | Swift 010.c  | Ford XD  | F    | 11  | Christian Fittipaldi | 1-12, 18-20          | Big Kmart              |
| Newman/Haas Racing          | Swift 010.c  | Ford XD  | F    | 11  | Roberto Moreno       | 13-17                | Big Kmart              |
| Team Rahal                  | Reynard 99i  | Ford XD  | F    | 7   | Max Papis            | Todas                | Miller Lite            |
| Team Rahal                  | Reynard 99i  | Ford XD  | F    | 8   | Bryan Herta          | Todas                | Shell                  |
| Hogan Racing                | Lola B99/00  | Mercedes | F    | 9   | Hélio Castroneves    | Todas                | Hogan Motor Leasing    |
| Hogan Racing                | Lola B99/00  | Mercedes | F    | 21  | Luiz Garcia Jr.      | 14, 16-17            | Tang                   |
| Della Penna Motorsports     | Swift 010.c  | Toyota   | F    | 10  | Richie Hearn         | 1-5                  | Budweiser              |
| Della Penna Motorsports     | Reynard 99i  | Toyota   | F    | 10  | Richie Hearn         | 6-20                 | Budweiser              |
| Bettenhausen Racing         | Reynard 99i  | Mercedes | F    | 16  | Shigeaki Hattori     | 2-3, 6-8, 11, 15, 17 | Epson                  |
| Bettenhausen Racing         | Reynard 99i  | Mercedes | F    | 16  | Gualter Salles       | 5, 19                | Epson                  |
| PacWest Racing              | Reynard 99i  | Mercedes | F    | 17  | Maurício Gugelmin    | Todas                | Hollywood              |
| PacWest Racing              | Reynard 99i  | Mercedes | F    | 18  | Mark Blundell        | 1-4, 13-20           | Motorola               |
| PacWest Racing              | Reynard 99i  | Mercedes | F    | 18  | Roberto Moreno       | 5-12                 | Motorola               |
| Payton/Coyne Racing         | Lola B99/00  | Ford XD  | F    | 19  | Michel Jourdain Jr.  | Todas                | Grupo Herdez           |
| Payton/Coyne Racing         | Reynard 99i  | Ford XD  | F    | 34  | Dennis Vitolo        | 1, 6-7, 12, 15, 20   | NicoDerm               |
| Payton/Coyne Racing         | Reynard 99i  | Ford XD  | F    | 34  | Gualter Salles       | 3                    | Refrigicent            |
| Payton/Coyne Racing         | Reynard 99i  | Ford XD  | F    | 71  | Luiz Garcia Jr.      | 1-3, 5, 8-10         | Tang                   |
| Payton/Coyne Racing         | Reynard 99i  | Ford XD  | F    | 71  | Dennis Vitolo        | 11                   | Tang                   |
| Payton/Coyne Racing         | Reynard 99i  | Ford XD  | F    | 71  | Memo Gidley          | 13-14, 16-19         | Grupo Herdez           |
| Patrick Racing              | Reynard 99i  | Ford XD  | F    | 40  | Adrián Fernández     | 1-12, 17-20          | Tecate                 |
| Patrick Racing              | Reynard 99i  | Ford XD  | F    | 40  | P. J. Jones          | 14-16                | Tecate                 |
| Patrick Racing              | Reynard 99i  | Ford XD  | F    | 20  | P. J. Jones          | 1-2                  | Visteon                |
| Patrick Racing              | Swift 010.c  | Ford XD  | F    | 20  | P. J. Jones          | 3-12, 20             | Visteon                |
| Patrick Racing              | Swift 010.c  | Ford XD  | F    | 20  | Jan Magnussen        | 13                   | Visteon                |
| Patrick Racing              | Reynard 99i  | Ford XD  | F    | 20  | Jan Magnussen        | 14-19                | Visteon                |
| Team Gordon                 | Swift 010.c  | Toyota   | F    | 22  | Robby Gordon         | 1-14, 19             | Johns-Manville         |
| Team Gordon                 | Eagle 997    | Toyota   | F    | 22  | Robby Gordon         | 15-18, 20            | Johns-Manville         |
| Arciero-Wells Racing        | Reynard 99i  | Toyota   | F    | 24  | Scott Pruett         | Todas                | Pioneer                |
| Arciero-Wells Racing        | Reynard 99i  | Toyota   | F    | 25  | Cristiano da Matta   | Todas                | MCI WorldCom           |
| Team KOOL Green             | Reynard 99i  | Honda    | F    | 26  | Raul Boesel          | 1                    | Kool                   |
| Team KOOL Green             | Reynard 99i  | Honda    | F    | 26  | Paul Tracy           | 2-20                 | Kool                   |
| Team KOOL Green             | Reynard 99i  | Honda    | F    | 27  | Dario Franchitti     | Todas                | Kool                   |
| Player's Forsythe Racing    | Reynard 99i  | Mercedes | F    | 33  | Patrick Carpentier   | Todas                | Player's               |
| Player's Forsythe Racing    | Reynard 99i  | Mercedes | F    | 99  | Greg Moore           | Todas                | Player's               |
| Player's Forsythe Racing    | Reynard 99i  | Honda    | F    | 44  | Tony Kanaan          | Todas                | McDonald's             |
| Castrol All American Racing | Eagle 997    | Toyota   | G    | 36  | Alex Barron          | 1-7                  | Castrol                |
| Castrol All American Racing | Eagle 997    | Toyota   | G    | 36  | Gualter Salles       | 8-14                 | Castrol                |
| Castrol All American Racing | Eagle 997    | Toyota   | G    | 36  | Raul Boesel          | 15, 20               | Castrol                |
| Castrol All American Racing | Eagle 997    | Toyota   | G    | 36  | Andrea Montermini    | 16-19                | Castrol                |

## Calendário
| Rnd | Nome da corrida                    | Circuito                          | Cidade/Localização          | Dia da corrida |
| --- | ---------------------------------- | --------------------------------- | --------------------------- | -------------- |
| 1   | Marlboro Grand Prix of Miami       | Homestead-Miami Speedway          | Homestead, Flórida          | 21 de março    |
| 2   | Firestone Firehawk 500             | Twin Ring Motegi                  | Motegi, Japão               | 10 de abril    |
| 3   | Toyota Grand Prix of Long Beach    | Ruas de Long Beach                | Long Beach, Califórnia      | 18 de abril    |
| 4   | Bosch Spark Plug Grand Prix        | Nazareth Speedway                 | Nazareth, Pensilvânia       | 2 de maio      |
| 5   | Telemar Rio 200                    | Autódromo de Jacarepaguá          | Rio de Janeiro, Brasil      | 15 de maio     |
| 6   | Motorola 300                       | Gateway Motorsports Park          | Madison, Illinois           | 29 de maio     |
| 7   | Miller Lite 225                    | Milwaukee Mile                    | West Allis, Wisconsin       | 6 de junho     |
| 8   | Budweiser/G. I. Joe's 200          | Portland International Raceway    | Portland, Oregon            | 20 de junho    |
| 9   | Medic Drug Grand Prix of Cleveland | Cleveland Burke Lakefront Airport | Cleveland, Ohio             | 27 de junho    |
| 10  | Texaco/Havoline 200                | Road America                      | Elkhart Lake, Wisconsin     | 11 de julho    |
| 11  | Molson Indy Toronto                | Exhibition Place                  | Toronto, Canadá             | 18 de julho    |
| 12  | U.S. 500                           | Michigan International Speedway   | Brooklyn, Michigan          | 25 de julho    |
| 13  | Tenneco Automotive Grand Prix      | The Raceway on Belle Isle Park    | Detroit, Michigan           | 8 de agosto    |
| 14  | Miller 200                         | Mid-Ohio Sports Car Course        | Lexington, Ohio             | 11 de agosto   |
| 15  | Target Grand Prix of Chicago       | Chicago Motor Speedway            | Joliet, Illinois            | 22 de agosto   |
| 16  | Molson Indy Vancouver              | Ruas de Vancouver                 | Vancouver, Canadá           | 5 de setembro  |
| 17  | Honda Grand Prix of Monterey       | Mazda Raceway Laguna Seca         | Monterey, Califórnia        | 12 de setembro |
| 18  | Texaco Grand Prix of Houston       | Ruas de Houston                   | Houston, Texas              | 26 de setembro |
| 19  | Honda Indy 300                     | Surfers Paradise Street Circuit   | Surfers Paradise, Austrália | 17 de outubro  |
| 20  | Marlboro 500                       | California Speedway               | Fontana, Califórnia         | 31 de outubro  |
| NC  | Hawaiian Super Prix (Cancelado)    | Aeroporto de Kalaeloa             | Kapolei, Havaí              | 13 de novembro |

## Resultados
| Rnd | Nome da corrida                    | Pole position        | Volta mais rápida    | Vencedor             | Equipe              | Detalhes |
| --- | ---------------------------------- | -------------------- | -------------------- | -------------------- | ------------------- | -------- |
| 1   | Marlboro Grand Prix of Miami       | Greg Moore           | Dario Franchitti     | Greg Moore           | Forsythe Racing     | Detalhes |
| 2   | Firestone Firehawk 500             | Gil de Ferran        | Hélio Castroneves    | Adrián Fernández     | Patrick Racing      | Detalhes |
| 3   | Toyota Grand Prix of Long Beach    | Tony Kanaan          | Juan Pablo Montoya   | Juan Pablo Montoya   | Chip Ganassi Racing | Detalhes |
| 4   | Bosch Spark Plug Grand Prix        | Juan Pablo Montoya   | Hélio Castroneves    | Juan Pablo Montoya   | Chip Ganassi Racing | Detalhes |
| 5   | Telemar Rio 200                    | Christian Fittipaldi | Juan Pablo Montoya   | Juan Pablo Montoya   | Chip Ganassi Racing | Detalhes |
| 6   | Motorola 300                       | Juan Pablo Montoya   | Hélio Castroneves    | Michael Andretti     | Newman-Haas         | Detalhes |
| 7   | Miller Lite 225                    | Hélio Castroneves    | Hélio Castroneves    | Paul Tracy           | Team KOOL Green     | Detalhes |
| 8   | Budweiser/G. I. Joe's 200          | Juan Pablo Montoya   | Michael Andretti     | Gil de Ferran        | Walker Racing       | Detalhes |
| 9   | Medic Drug Grand Prix of Cleveland | Juan Pablo Montoya   | Gil de Ferran        | Juan Pablo Montoya   | Chip Ganassi Racing | Detalhes |
| 10  | Texaco/Havoline 200                | Michael Andretti     | Hélio Castroneves    | Christian Fittipaldi | Newman-Haas         | Detalhes |
| 11  | Molson Indy Toronto                | Gil de Ferran        | Dario Franchitti     | Dario Franchitti     | Team KOOL Green     | Detalhes |
| 12  | U.S. 500                           | Jimmy Vasser         | Jimmy Vasser         | Tony Kanaan          | Forsythe Racing     | Detalhes |
| 13  | Tenneco Automotive Grand Prix      | Juan Pablo Montoya   | Juan Pablo Montoya   | Dario Franchitti     | Team KOOL Green     | Detalhes |
| 14  | Miller 200                         | Dario Franchitti     | Juan Pablo Montoya   | Juan Pablo Montoya   | Chip Ganassi Racing | Detalhes |
| 15  | Target Grand Prix of Chicago       | Max Papis            | Roberto Moreno       | Juan Pablo Montoya   | Chip Ganassi Racing | Detalhes |
| 16  | Molson Indy Vancouver              | Juan Pablo Montoya   | Juan Pablo Montoya   | Juan Pablo Montoya   | Chip Ganassi Racing | Detalhes |
| 17  | Honda Grand Prix of Monterey       | Bryan Herta          | Tony Kanaan          | Bryan Herta          | Team Rahal          | Detalhes |
| 18  | Texaco Grand Prix of Houston       | Juan Pablo Montoya   | Juan Pablo Montoya   | Paul Tracy           | Team KOOL Green     | Detalhes |
| 19  | Honda Indy 300                     | Dario Franchitti     | Max Papis            | Dario Franchitti     | Team KOOL Green     | Detalhes |
| 20  | Marlboro 500                       | Scott Pruett         | Christian Fittipaldi | Adrián Fernández     | Patrick Racing      | Detalhes |

## Classificação
| Pos. | Piloto                | MIA | MOT | LBH | NAZ | RIO | GAT | MIL | POR | CLE | ROA | TOR | MIC | DET | MDO | CHI | VAN | LAG  | HOU | SUR | FON | Pts  |
| ---- | --------------------- | --- | --- | --- | --- | --- | --- | --- | --- | --- | --- | --- | --- | --- | --- | --- | --- | ---- | --- | --- | --- | ---- |
| 1    | Juan Pablo Montoya RY | 10  | 13  | 1   | 1*  | 1*  | 11  | 10* | 2   | 1*  | 13* | 22  | 2   | 17* | 1   | 1*  | 1*  | 8    | 25  | 16  | 4   | 212  |
| 2    | Dario Franchitti      | 3   | 22  | 2   | 8   | 2   | 3   | 7   | 3   | 25  | 18  | 1*  | 5   | 1   | 3*  | 2   | 10  | 25   | 2   | 1*  | 10  | 212  |
| 3    | Paul Tracy            |     | 11  | 21  | 3   | 15  | 19  | 1   | 5   | 4   | 11  | 2   | 3   | 2   | 2   | 23  | 18  | 4    | 1*  | 7   | 18  | 161  |
| 4    | Michael Andretti      | 2   | 5   | 7   | 6   | 26  | 1*  | 15  | 10  | 3   | 2   | 26  | 4   | 4   | 8   | 22  | 14  | 10   | 3   | 5   | 21  | 151  |
| 5    | Max Papis             | 5   | 16  | 9   | 13  | 4   | 5   | 13  | 8   | 16  | 5   | 5   | 7*  | 26  | 5   | 4   | 23  | 3    | 4   | 2   | 2*  | 150  |
| 6    | Adrián Fernández      | 20  | 1*  | 4   | 5   | 20  | 21  | 5   | 4   | 19  | 3   | 6   | 6   | DNS |     |     |     | 5    | 12  | 3   | 1   | 140  |
| 7    | Christian Fittipaldi  | 9   | 3   | 5   | 7   | 3   | 9   | 6   | 14  | 12  | 1   | 3   | 8   |     |     |     |     |      | 7   | 25  | 3   | 121  |
| 8    | Gil de Ferran         | 6   | 2   | 6   | 15  | 10  | 25  | 3   | 1*  | 2   | 14  | 19  | 24  | 22  | 6   | 13  | 26  | 6    | 17  | 27  | 9   | 108  |
| 9    | Jimmy Vasser          | 4   | 12  | 10  | 11  | 27  | 10  | 4   | 12  | 23  | 23  | 8   | 9   | 5   | 4   | 3   | 3   | 18   | 20  | 18  | 5   | 104  |
| 10   | Greg Moore            | 1*  | 4   | 8   | 12  | 8   | 6   | 2   | 13  | 18  | 4   | 20  | 23  | 3   | 11  | 26  | 20  | 23   | 16  | 17  | 262 | 97   |
| 11   | Tony Kanaan           | 21  | 6   | 22* | 23  | 5   | 7   | 18  | 15  | 22  | 6   | 17  | 1   | 6   | 23  | 11  | 9   | 21   | 9   | 6   | 8   | 85   |
| 12   | Bryan Herta           | 12  | 23  | 3   | 22  | 13  | 23  | 25  | 6   | 6   | 15  | 15  | 20  | 9   | 21  | 8   | 24  | 1*   | 5   | 4   | 14  | 84   |
| 13   | Patrick Carpentier    | 7   | 26  | 17  | 14  | 6   | 22  | 9   | 9   | 7   | 22  | 11  | 10  | 23  |     | 6   | 2   | 9    | 19  | 24  | 25  | 61   |
| 14   | Roberto Moreno        |     |     |     |     | 11  | 4   | 12  | 7   | 8   | 19  | 4   | 19  | 14  | 16  | 9   | 15  | 2    |     |     |     | 58   |
| 15   | Hélio Castroneves     | 17  | 9   | 19  | 21  | 25  | 2   | 26  | 26  | 26  | 16  | 27  | 25  | 7   | 7   | 5   | 8   | 26   | 26  | 21  | 20  | 48   |
| 16   | Maurício Gugelmin     | 11  | 7   | 14  | 18  | 22  | 18  | 8   | 25  | 21  | 12  | 14  | 22  | 24  | 20  | 19  | 4   | 11   | 6   | 26  | 6   | 44   |
| 17   | P. J. Jones           | 13  | 15  | 12  | 2   | 7   | 8   | 20  | 21  | 15  | 17  | 10  | 16  |     | 15  | 7   | 21  |      |     |     | 12  | 38   |
| 18   | Cristiano da Matta R  | 14  | 25  | 20  | 4   | 21  | 17  | 11  | 11  | 20  | 21  | 24  | 17  | 19  | 9   | 14  | 5   | 22   | 11  | 13  | 23  | 32   |
| 19   | Scott Pruett          | 22  | 21  | 15  | 10  | 24  | 14  | 17  | 24  | 17  | 25  | 7   | 14  | 8   | 17  | 20  | 13  | 7    | 10  | 9   | 22  | 28   |
| 20   | Robby Gordon          | 19  | 8   | 16  | 19  | 14  | 27  | 24  | 17  | 9   | 8   | 13  | 26  | 25  | 10  | 10  | 22  | 19   | 21  | 8   | 11  | 27   |
| 21   | Al Unser, Jr.         | 26  |     |     | 24  | 12  | 12  | 19  | 16  | 5   | 9   | 9   | 13  | 15  | 25  | 25  | 25  | Wth  | 15  | 22  | 7   | 26   |
| 22   | Richie Hearn          | 23  | 10  | 11  | 20  | 19  | 13  | 21  | 22  | 10  | 10  | 16  | 12  | 13  | 12  | 16  | 6   | 16   | 8   | 23  | 27  | 26   |
| 23   | Mark Blundell         | 8   | 24  | 13  | 17  |     |     |     |     |     |     |     |     | 10  | 13  | 21  | 19  | 12   | 24  | 19  | 16  | 9    |
| 24   | Jan Magnussen         |     |     |     |     |     |     |     |     |     |     |     |     | 18  | 14  | 24  | 7   | 17   | 13  | 11  |     | 8    |
| 25   | Michel Jourdain Jr.   | 18  | 18  | 18  | 16  | 16  | 20  | 16  | 20  | 27  | 7   | 21  | 21  | 21  | 26  | 18  | 17  | 20   | 18  | 12  | 13  | 7    |
| 26   | Gualter Salles        |     |     | 27  |     | 17  |     |     | 27  | 13  | 20  | 25  | 15  | 11  | 18  |     |     |      |     | 10  |     | 5    |
| 27   | Alex Barron           | 15  | 17  | 23  | 9   | 23  | 16  | 14  |     |     |     |     | 18  |     |     |     |     |      |     |     | 24  | 4    |
| 28   | Tarso Marques R       |     | 14  | 25  |     | 9   | 26  |     | 18  | 24  |     |     |     |     |     |     |     |      |     |     |     | 4    |
| 29   | Memo Gidley R         |     |     |     |     |     |     |     | 19  | 11  | 26  | 12  |     | 20  | 22  |     | 12  | 13   | 14  | 14  |     | 4    |
| 30   | Dennis Vitolo         | 16  |     |     | Wth |     | 24  | 22  |     |     |     | 18  | 11  |     |     | 15  |     |      |     |     | 15  | 2    |
| 31   | Andrea Montermini     |     |     |     |     |     |     |     |     |     |     |     |     |     |     |     | 11  | 24   | 23  | 15  |     | 2    |
| 32   | Raul Boesel           | 27  |     |     |     |     |     |     |     |     |     |     |     |     |     | 12  |     |      |     |     | 17  | 1    |
| 33   | Gonzalo Rodriguez † R |     |     |     |     |     |     |     |     |     |     |     |     | 12  |     |     |     | DNS1 |     |     |     | 1    |
| 34   | Luiz Garcia Jr. R     | 24  | 19  | 24  |     | 18  |     |     | 23  | 14  | 24  |     |     |     | 24  | DNS | 16  | 15   | DNS |     |     | 0    |
| 35   | Naoki Hattori R       | 25  |     |     |     |     |     |     |     |     |     |     |     | 16  | 19  |     | 27  | 14   | 22  | 20  | 19  | 0    |
| 36   | Shigeaki Hattori R    | DNS | 20  | 26  | Wth |     | 15  | 23  | 28  |     |     | 23  |     |     |     | 17  |     | Wth  |     |     |     | 0    |
| Pos. | Piloto                | MIA | MOT | LBH | NAZ | RIO | GAT | MIL | POR | CLE | ROA | TOR | MIC | DET | MDO | CHI | VAN | LAG  | HOU | SUR | FON | Pts. |

| Cor         | Resultados                                  |
| ----------- | ------------------------------------------- |
| Dourado     | Vencedor da prova                           |
| Prata       | 2° lugar                                    |
| Bronze      | 3° lugar                                    |
| Verde       | Entre 4° e 5°                               |
| Azul-claro  | Entre 6° e 10°                              |
| Azul-escuro | Completou a corrida (fora dos 10 primeiros) |
| Roxo        | Abandonou                                   |
| Vermelho    | Não se classificou (DNQ)                    |
| Marrom      | Desistiu de correr (Wth)                    |
| Preto       | Desclassificado (DSQ)                       |
| Branco      | Não largou (DNS)                            |
| Em branco   | Não participou da corrida (DNP)             |
| Em branco   | Não correu                                  |

| '             |                                |
| Negrito       | Pole position                  |
| Itálico       | Volta mais rápida              |
| *             | Liderou maior número de voltas |
| Rookie do ano |                                |
| Rookie        |                                |

| Cor         | Resultados                                  |
| ----------- | ------------------------------------------- |
| Dourado     | Vencedor da prova                           |
| Prata       | 2° lugar                                    |
| Bronze      | 3° lugar                                    |
| Verde       | Entre 4° e 5°                               |
| Azul-claro  | Entre 6° e 10°                              |
| Azul-escuro | Completou a corrida (fora dos 10 primeiros) |
| Roxo        | Abandonou                                   |
| Vermelho    | Não se classificou (DNQ)                    |
| Marrom      | Desistiu de correr (Wth)                    |
| Preto       | Desclassificado (DSQ)                       |
| Branco      | Não largou (DNS)                            |
| Em branco   | Não participou da corrida (DNP)             |
| Em branco   | Não correu                                  |

| '             |                                |
| Negrito       | Pole position                  |
| Itálico       | Volta mais rápida              |
| *             | Liderou maior número de voltas |
| Rookie do ano |                                |
| Rookie        |                                |

| Posição | 1  | 2  | 3  | 4  | 5  | 6 | 7 | 8 | 9 | 10 | 11 | 12 |
| Pontos  | 20 | 16 | 14 | 12 | 10 | 8 | 6 | 5 | 4 | 3  | 2  | 1  |

## Copa das Nações
| Pos. | País           | MIA | MOT | LBH | NAZ | RIO | GAT | MIL | POR | CLE | ROA | TOR | MIC | DET | MDO | CHI | VAN | LAG | HOU | SUR | FON | Pts |
| ---- | -------------- | --- | --- | --- | --- | --- | --- | --- | --- | --- | --- | --- | --- | --- | --- | --- | --- | --- | --- | --- | --- | --- |
| 1    | Brasil         | 6   | 2   | 5   | 4   | 3   | 2   | 3   | 1   | 2   | 1   | 3   | 1   | 6   | 6   | 5   | 4   | 2   | 6   | 6   | 3   | 264 |
| 2    | Estados Unidos | 2   | 5   | 3   | 2   | 7   | 1   | 4   | 6   | 3   | 2   | 7   | 4   | 4   | 4   | 3   | 3   | 1   | 3   | 4   | 5   | 258 |
| 3    | Canadá         | 1   | 4   | 8   | 3   | 6   | 6   | 1   | 5   | 4   | 4   | 2   | 3   | 2   | 2   | 6   | 2   | 4   | 1   | 7   | 18  | 245 |
| 4    | Escócia        | 3   | 22  | 2   | 8   | 2   | 3   | 7   | 3   | 25  | 18  | 1   | 5   | 1   | 3   | 2   | 10  | 25  | 2   | 1   | 10  | 207 |
| 5    | Colômbia       | 10  | 13  | 1   | 1   | 1   | 11  | 10  | 2   | 1   | 13  | 22  | 2   | 17  | 1   | 1   | 1   | 8   | 25  | 16  | 4   | 197 |
| 6    | Itália         | 5   | 16  | 9   | 13  | 4   | 5   | 13  | 8   | 16  | 5   | 5   | 7   | 26  | 5   | 4   | 11  | 3   | 4   | 2   | 2   | 149 |
| 7    | México         | 18  | 1   | 4   | 5   | 16  | 20  | 5   | 4   | 19  | 3   | 6   | 6   | 21  | 26  | 18  | 17  | 5   | 12  | 3   | 1   | 139 |
| 8    | Inglaterra     | 8   | 24  | 13  | 17  |     |     |     |     |     |     |     |     | 10  | 13  | 21  | 19  | 12  | 24  | 19  | 16  | 9   |
| 9    | Dinamarca      |     |     |     |     |     |     |     |     |     |     |     |     | 18  | 14  | 24  | 7   | 17  | 13  | 11  |     | 8   |
| 10   | Uruguai        |     |     |     |     |     |     |     |     |     |     |     |     | 12  |     |     |     | DNS |     |     |     | 1   |
| 11   | Japão          | 25  | 20  | 26  | Wth |     | 15  | 23  | 28  |     |     | 23  |     | 16  | 19  | 17  | 27  | 14  | 22  | 20  | 19  | 0   |
| Pos. | País           | MIA | MOT | LBH | NAZ | RIO | GAT | MIL | POR | CLE | ROA | TOR | MIC | DET | MDO | CHI | VAN | LAG | HOU | SUR | FON | Pts |

## Hawaiian Super Prix: a etapa que não foi realizada
Em 25 de fevereiro, a CART confirmou a realização do Hawaiian Super Prix, que seria disputado em 13 de novembro. Porém, vários fatores causaram o cancelamento da prova (indefinição sobre a emissora que transmitiria a corrida, recusa de patrocinadores, escolha do dia para a realização da etapa - no mesmo dia 13, Fresno e Universidade do Havaí disputariam um jogo de futebol americano - e, principalmente, falta de dinheiro), que reuniria 16 pilotos (os 12 primeiros colocados na temporada regular e outros 4 pilotos convidados) e premiaria o vencedor com 10 milhões de dólares.